# Léon de Meyer
Le baron Léon De Meyer, né le 31 décembre 1928 à Zelzate et mort le 4 novembre 2006 à Gand, est un professeur assyriologue et archéologue belge.

## Biographie
Léon De Meyer travailla des années durant comme archéologue en Irak. Il fut une autorité dans le domaine de l'écriture cunéiforme et la culture de Mésopotamie. Il y fit déterrer des tablettes en argile.
Il arriva à dater la chute de Babylone, au moment de la fin de la dynastie amorrite, à 1499 avant notre ère, ce qui lui valut une reconnaissance internationale. À Gand, il fut actif dans le mouvement libéral et joua un rôle dans sa flamandisation et celle de l'université.[réf. nécessaire]
Il fut secrétaire général de la commission flamande pour l'Unesco. De 1985 à 1993, il fut recteur de l'Université de Gand.
Il fut élevé au rang de baron par le roi Albert II de Belgique en 2000.